# Club Patì Tenerife
Il Club Patín Tenerife è stato un club di hockey su pista avente sede a Santa Cruz de Tenerife in Spagna. Nella sua storia ha vinto 1 Coppa CERS.

## Palmares

### Titoli internazionali
- Coppa CERS/WSE: 1

2007-2008